# 高磊 (音樂唱作人)
高磊 （（1983年—）），出生于北京，男歌手、詞曲創作人。前蘋果園組合，現飛石號組合成員，曾參加選秀節目《中國好聲音》第三季和《〈中國好歌曲》第三季。

## 主要成績
- 2014年 中國好聲音第三季：與余文飛組成的蘋果園組合，在第六期盲選環節獲得楊坤導師轉身。
- 2016年 中國好歌曲第三季：與余文飛組成的蘋果園組合，在第一期盲選環節獲得導師4推2直通。